# دومینیک فرونتیر
دومینیک فرونتیر (انگلیسی: Dominic Frontiere؛ ۱۷ ژوئن ۱۹۳۱) یک آهنگ‌ساز و نوازنده آکاردئون اهل ایالات متحده آمریکا بود.
وی آهنگساز فیلم‌هایی همچون جاثوم، شماره یک، چیزام، بدل‌کار، راهبه پرنده، یک رابطه همه‌جانبه و خلبان بوده است.